# 楊繼昌 (香港)
楊繼昌（英語：Yeung Ke-cheong；1981年7月13日—），出生於香港。活躍社運人士，曾創立民主進步黨並擔任負責人。
2010年曾任職社民連，期間負責起草「五區公投」文宣。之後一直就激進政團的分裂與本土派興起撰寫網上時評。2011年及2015年分別兩次參選區議會，均落敗。2016年報名參選立法會，選舉主任因其未按規定填妥或簽署提名表格，以及拒絕簽署報名表格中關於擁護《基本法》的聲明，引述民主進步黨的政治立場，拒絕讓楊繼昌成為候選人。

## 背景
楊繼昌自稱就讀於喇沙小學及中學，中三後往加拿大升學，曾入讀溫哥華的英屬哥倫比亞大學。後回港在香港浸會大學完成學士及碩士學位，在選舉時報稱其學歷為社會學(中國研究)碩士。

## 投身政治
在2009年入職黃毓民的議員辦事處，2010年因黃毓民辭職，轉任為社民連的職員，五區公投後楊繼昌繼續留在社民連的秘書處供職，並加入成為社民連會員，於是楊繼昌以社民連的職員和會員身份，經歷整個分裂的過程。分裂後數月楊繼昌辭任社民連職員。
2011年，楊繼昌代表社民連出選區議會選舉，選區為富榮（E05），為防止現任的民建聯區議會主席鐘港武自動當選，結果以1,137票落敗。
2013年楊繼昌加入網台「香港花生」，共同主持節目《匪類監察院》。節目中經常剪輯黃毓民和黃洋達在其網台節目前後矛盾的言論加以抨擊，後黃毓民聯合陳雲開始以本土派自居，楊繼昌亦隨之發表諸多批評本土派的文章。
2014年「928」當日，無綫電視互動新聞台直播當中，拍攝到楊繼昌率先衝出干諾道中西行線，並指揮市民築成人鏈阻斷交通，令現場市民突破警方防線全面佔領路面。
2015年他參加區議會選舉，選區為鶴園海逸（G17），結果以950票落選。2015年12月，楊繼昌成立民主進步黨，楊繼昌擔任民主進步黨的幹事長。
2016年他與香港本土力量的何志光合組名單參選立法會選舉，選區為九龍西，以「導正本土、取締騙徒」為競選口號，狙擊尋求連任的黃毓民，但楊繼昌被取消參選資格。他繼續以香港本土力量何志光的選舉代理人身份繼續參與選舉活動，並邀請到前人民力量成員、與黃毓民關係曾非常親密卻又反目的任亮憲出席有線選舉論壇發言。結果，黃毓民以四百多票之差敗給游蕙禎而連任失敗，而何志光則得399票。
2019年9月29日，楊繼昌戴上美國總統特朗普的頭套參與929全球反極權大遊行，被警方拉進防線壓制後抬走，期間楊繼昌未有反抗。其後被警方控告非法集結及阻差辦公兩罪。
2019年12月，楊繼昌在Facebook公開他擁有英國和加拿大公民身份，並呼籲擁有英國投票權的港人，在國會大選中投票給支持BNO平權的自由民主黨(Liberal Democrats)。但自民黨在該次大選中慘敗，下議院議席跌至只有11席。

## 撰寫政評
楊繼昌曾於2012年立法會選舉前，在網誌撰寫8000字專文，預言人民力量會在選後分裂；到2013年黃毓民退出人民力量，該文被各網媒爭相重新轉載 ，楊繼昌繼而開始撰寫關於香港激進政團以及「本土派」的評論。2016年六四前夕，楊繼昌以5000字長文回應青年新政的「火場論」，得到潘小濤等多名資深傳媒人引述轉載。2017年特首選舉期間，楊繼昌撰文建議「2019年爭取特首普選的路線圖」，認為反對派可以透過贏取區議會議席，連帶特首選委數目可能增加至超過500人時，北京就必須改變特首選舉制度；其後戴耀廷提出以爭奪港九及新界區議會議席過半的「風雲計劃」。2020年，楊繼昌在眾新聞有不定期更新專欄《令和扎記》。

## 軼事
改編自《民主會戰勝歸來》的網絡歌曲「城邦會戰勝歸來」，網絡一直傳言是由楊繼昌及區諾軒改編。楊繼昌在2015年6月4日曾撰寫一篇關於「城邦會戰勝歸來」的署名改詞人「城邦天使」的訪問，但並沒有影響「本土派」支持者認為楊繼昌及區諾軒是改寫歌曲的始作俑者的結論。

## 主持節目
楊繼昌在2004-06年間在商業一台與余若薇等人主持周六節目《薇言大志》。2007-11年在網上電台OpenRadio主持節目，2011年短暫在民間電台開咪。其後花生台2013年成立，成為主持，至2016年退出，但在2019年回歸。2021年開始同時在城寨 (電台)與劉細良主持節目。